# かもめ大橋

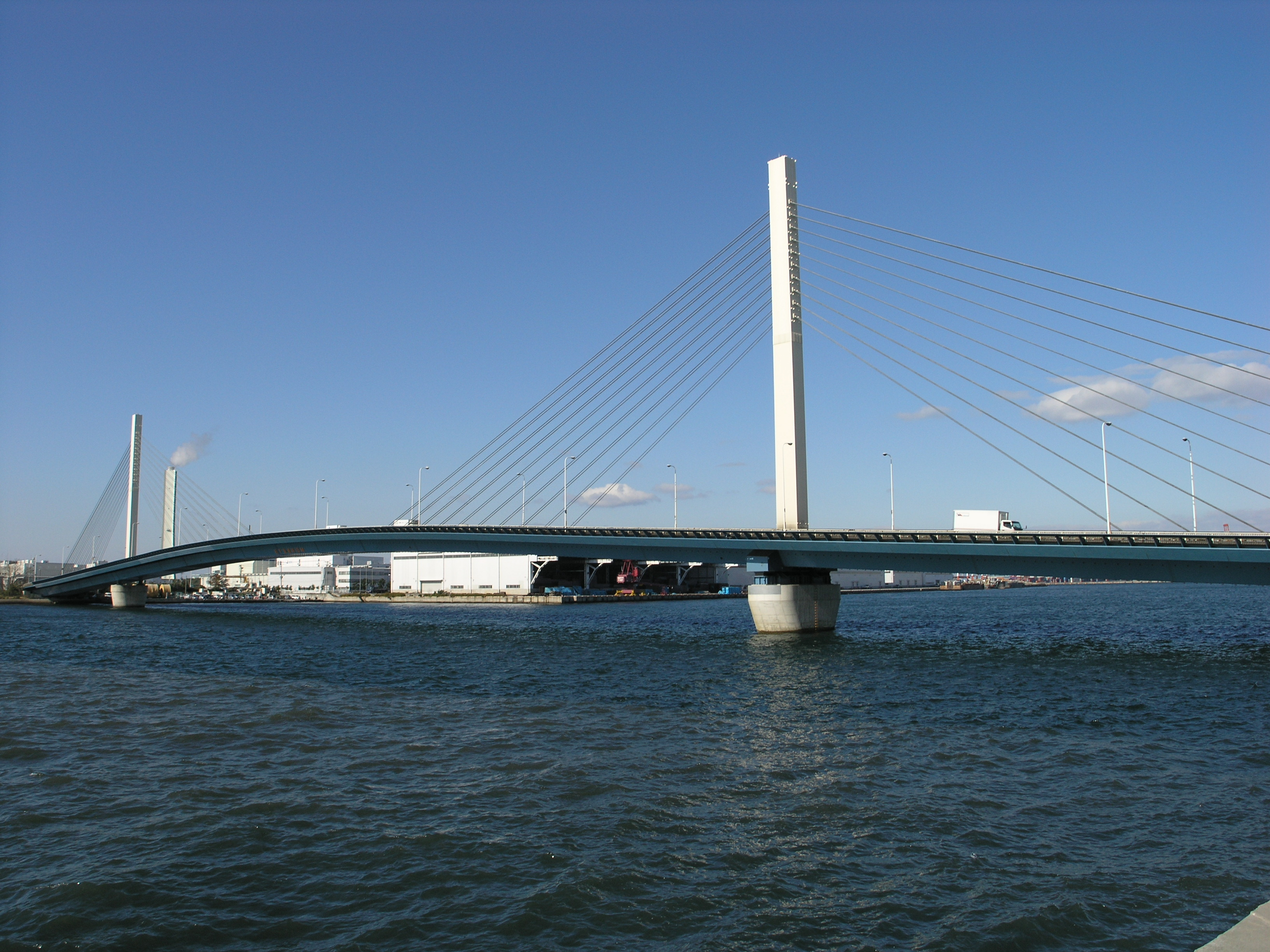
かもめ大橋

かもめ大橋（かもめおおはし）は、大阪南港に架かる橋。大阪市住之江区の南港南3丁目と南港南4丁目とを結ぶ。1975年に開通。
昭和50年度土木学会田中賞を受賞（大阪市が施工した橋梁では初）。

## 概要
橋桁を80本のケーブルで吊り下げて荷重を分散させる構造のマルチケーブル型式の斜張橋であり、日本では初めての形式となった。

### 主要諸元
- 所在地：大阪市住之江区南港南3丁目-南港南4丁目
- 形式：3径間連続逆台形箱桁斜張橋
- 橋長：442.00m
- 支間長：最大240.00m
- 幅員：20.50m（自動車道4車線分＋歩道片側）
- 橋脚：壁式鉄筋コンクリート
- 基礎：鋼管矢板井筒
- 着工：昭和47年（1972年）10月
- 完成：昭和51年（1976年）
- 工費：24億円

## 周辺
- 大阪南港かもめフェリーターミナル
- 大阪南港フェリーターミナル
- 関西電力南港発電所
- 南港東駅
- 南港南出入口